# لويس فيغا توريس
لويس فيغا توريس هو سباح كوبي، ولد في 2 نوفمبر 1998.

## روابط خارجية
- لويس فيغا توريس على موقع الاتحاد الدولي للسباحة (الإنجليزية)
- لويس فيغا توريس على موقع SwimRankings.net (الإنجليزية)
- لويس فيغا توريس على موقع اللجنة الأولمبية الدولية (الإنجليزية)
- لويس فيغا توريس على موقع أوليمبيديا (الإنجليزية)